# Света Параскева (Енидже Вардар)
Вижте пояснителната страница за други значения на Света Параскева.
„Света Параскева“ (на гръцки: Άγιας Παρασκευής) е православна църква в южномакедонския град Енидже Вардар (Яница), Гърция, част от Воденската, Пелска и Мъгленска епархия.

## История
Църквата е построена през XV век като джамия, вероятно мавзолей на някой от наследниците на Евренос, описан от Евлия Челеби, като направен от големи камъни. В 1947-1948 година архимандрит Никандър Папайоану, собственик на парцела и на сградата, превръща джамията в църква. В 1951 година той дарява храма, аязмото и целия парцел на Воденската и Пелска митрополия. Църквата функционира като манастир около четиридесет години и има помощни помещения и конаци. От октомври 1995 година храмът е енорийска църква, а до него има гробище.
До храма е построена нова по-голяма църква.
Църквата е обявена за исторически паметник на 13 юни 1990 година.
Оригиналната сграда е предната част на днешната църква – осмоъгълна постройка, типична за мавзолеите от XV век, с 3,5 m дължина на стената и 7 m височина на купола. По-късно служи за манастир. Направени са архитектурни изменения и е построена камбанария на мястото на разрушеното минаре. Изписването е дело на зографите Карлас, Вирон и Аврамидис. Иконите са дело на монаси от манастира „Свети Дух“ в Оропос.